# Paul Butcher
Paul Matthew Hawke Butcher, Jr. (Los Ángeles, California; 14 de febrero de 1994) es un actor y cantante estadounidense, más conocido por coprotagonizar la serie de Nickelodeon Zoey 101, en el papel de  Dustin Brooks.

## Carrera
La mayoría de sus roles fueron como invitado o papeles menores para películas y programas de TV como ER, NYPD Blue, The Bernie Mac Show y That 70s Show, entre otros. Uno de los papeles más notables como invitado fue en el primer capítulo de la 5.ª temporada de Criminal Minds.
En 2011, se lanzó su sencillo Don't Go.

## Vida personal
Comenzó a actuar a la edad de 7 años. Paul ama jugar al baloncesto, fútbol, golf, bailar e ir en bicicleta. Actualmente reside en Malibú, California, con su padre, también llamado Paul, y su madre, Jacqueline.

## Televisión
| Año       | Título                  | Rol                                     | Notas                                                                 |
| --------- | ----------------------- | --------------------------------------- | --------------------------------------------------------------------- |
| 2002      | Six Feet Under          | Niño de 5 años                          |                                                                       |
| 2003      | That '70s Show          | Niño pequeño #2                         |                                                                       |
| 2004      | NYPD Blue               | Eddie Cown                              |                                                                       |
| 2005–2008 | Zoey 101                | Dustin Brooks                           | Elenco principal, serie de TV Nickelodeon (27 episodios)              |
| 2005      | Bones                   | Shawn Cook                              |                                                                       |
| 2005      | Medical Investigation   | Tim Wayne                               |                                                                       |
| 2005      | Mi vecino Totoro        | Kanta Okagi                             | (voz en la versión estadounidense)                                    |
| 2006–2008 | King of the Hill        | Caleb                                   |                                                                       |
| 2006      | King of Queens          | Kenny                                   |                                                                       |
| 2006      | Vecinos invasores       | Skeeter                                 |                                                                       |
| 2007      | Sin rastro              | Alex Rosen                              |                                                                       |
| 2007      | The Number 23           | Young Walter Sparrow / Young Fingerling |                                                                       |
| 2007      | American Dad!           | Johnny                                  | (voz)                                                                 |
| 2007      | Meet the Robinsons      | Stanley                                 | (voz)                                                                 |
| 2008      | Britney: For the Record | Él mismo                                |                                                                       |
| 2009      | Mentes criminales       | Jeffrey Barton                          | Episodio "Faceless, Nameless" (T5.Ep1)                                |
| 2009–2011 | Lake Munro              | Tyler Kennedy                           | Personaje principal: 103 episodios.                                   |
| 2010      | The Legacy              | Billy                                   |                                                                       |
| 2013      | Mom and Dad Undergrads  | Sean                                    |                                                                       |
| 2013–2014 | MyMusic                 | Jeff Pookie                             | Personaje recurrente; 12 episodios                                    |
| 2013      | Scopia                  | Counsellor                              |                                                                       |
| 2014      | A Lesson in Romance     | Sean Mills                              | Película para TV                                                      |
| 2015      | Comedy Bang! Bang!      | Tyler Cunningham                        | Episodio: "Simon Helberg Wears a Sky Blue Button Down Jeans" (T4.Ep5) |

## Discografía

### Sencillos como solista
- Don't Go
- Stop Callin' Snippet